# Старицька Марія Михайлівна
Марія Михайлівна Старицька (19 (31) травня 1865, Київ — 20 грудня 1930, Київ) — українська акторка, режисер і педагог, заслужена артистка УСРР (з 1926 року).

## Життєпис
Народилася 31 травня 1865 року в селі Лебехівка на Полтавщині, в маєтку родини Старицьких. Батько — український драматург, письменник та поет Михайло Старицький, мати — Софія Лисенко. Взимку того ж року родина Старицьких повернулася до Києва, де батько дістав службу в архіві при університеті св. Володимира.
У 1871 році батьки віддали Марію у новостворений дитячий садок сестер Ліндфорс, який відкрився в Києві того ж року і став другим в Російській імперії дитячим садком після петербурзького. Після того навчалася в київській приватній гімназії. 1883 року продовжує свою освіту на природничьому відділені Бестужевських курсів в Санкт-Петербурзі та закінчує додатковий клас гімназії, який дає дозвіл на роботу викладачем. 1884 року переводиться на Київські вищі жіночі курси, які закінчує наступного року.
З 1886 до 1890 року впродовж кількох театральних сезонів Марія Старицька грала у трупі свого батька, допомагала йому в організаційних справах, гастролювала в Харків, Одесу, Мінськ, Москву, Петербург, Казань, Варшаву, Вільно, Тифліс, Баку.
1891 року продовжує свою освіту на театральних курсах Олександра Федотова в Москві та Петербурзі, по закінченні яких починає самостійне акторське життя під псевдонімом Яворська.

## Творча діяльність

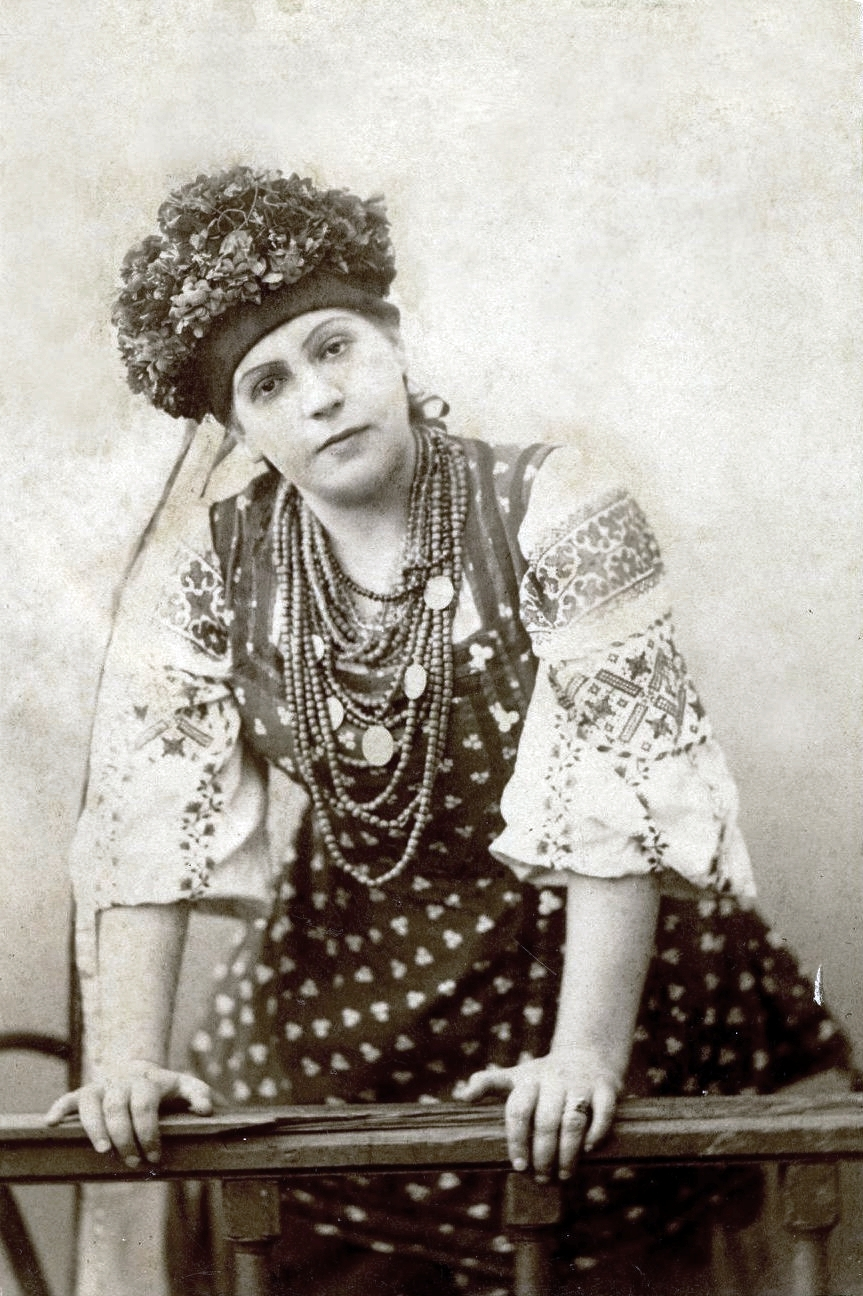
Марія Старицька. 1880-ті рр.

З 1894 до 1897 року грає у «Василієостровському театрі від Товариства дешевих столів та чайних домів працелюбства у С.-Петербурге» (рос. «Василеостровский театр от Общества дешевых столовых и чайных домов трудолюбия в С.-Петербурге»). Незважаючи на жорсткі умови контракту, Марія Старицька знаходить час для роботи в Охтенському народному домі та робітничому театрі за Наварською заставою. Перебуваючи в Петербурзі, за дорученням батька клопочеться про надання його творам дозволів на друк та постановку на сцені.
Після закінчення контракту із Василієостровським театром 1897 року повертається до Києва. Сезон 1897 року Марія Старицька грає вже у трупі Миколи Садовського. 1898 року організовує Український драматичний гурток. Активно займається громадською та викладацькою роботою: працює із київськими аматорськими театральними гуртками та починає викладати у музично-драматичній школі Лісневич-Носової. 1904 року відкривається Музично-драматична школа Миколи Лисенка. Марія Старицька очолює драматичне відділення цієї школи, викладає сценічну майстерність та декламацію, а по смерті Лисенка фактично очолює його школу.
Окрім того, працювала викладачем декламації у І Київському комерційному училищі (1918), грала у драматичному театрі імені Т. Г. Шевченка (1919) та театрі ім. І. Франка в Черкасах (1920). Була членом товариств «Боян» та «Просвіта», українського клубу «Родина».
Протягом 1904—1917 років Марія Старицька зрежисерувала понад 500 вистав українських, російських та західноєвропейських авторів.
Від 1917 до 1919 року очолювала Театральний відділ при Міністерстві освіти Української Народної Республіки, уклала програму організації першого українського театру.
Померла 20 грудня 1930 року. Похована на Байковому кладовищі.